# 前橋市立桂萱東小学校
前橋市立桂萱東小学校（まえばししりつ かいがやひがししょうがっこう）は、群馬県前橋市にある公立小学校。

## 所在地
群馬県前橋市堤町471

## 沿革
- 1879年〈明治12年〉9月16日[2] / 26日 - 荒口小学校より江木村西方寺に弘明小学校として分設される[1]。
- 1886年〈明治19年〉8月1日 - 富田尋常小学校第一分校となる[1][2]。
- 1889年〈明治22年〉2月 - 桂萱尋常小学校江木分教場となる[1][2]。
- 1893年〈明治26年〉4月1日 - 桂萱第四単級尋常小学校として独立する[1][2]。
- 1907年〈明治40年〉4月1日 - 桂萱村内4小学校を合併し、堤に分校が設置される。旧江木小学校を仮校舎とする[1][2]。
- 1941年〈昭和16年〉 - 国民学校令により桂萱国民学校堤分校となる[1]。
- 1947年〈昭和22年〉 - 勢多郡桂萱村立桂萱小学校堤分校となる[1]。
- 1954年〈昭和29年〉4月 - 前橋市との合併により前橋市立桂萱小学校堤分校となる[1]。
- 1957年〈昭和32年〉3月31日 - 5か町（亀泉町・荻窪町・堀之下町・堤町・江木町）の中心である現在地に新築移転する[1]。
- 1959年〈昭和34年〉
  - 4月1日 - 前橋市立桂萱東小学校として独立する[1]。
  - 10月16日 - 独立記念式典挙行、校旗・校歌を制定[1]。
- 1962年〈昭和37年〉7月 - 県「よい歯のコンクール」で優秀校を受賞
- 1963年〈昭和38年〉11月 - 群馬県健康優良学校として表彰を受ける
- 1966年〈昭和41年〉
  - 3月 - 特殊学級独立教室落成 落成祝賀会を挙行
  - 5月 - 校地拡張・プール竣工
- 1970年〈昭和45年〉2月 - 県・市指定「給食指導」の研究発表
- 1971年〈昭和46年〉3月 - 体育館竣工式
- 1975年〈昭和50年〉8月 - 南校舎落成[1]。
- 1977年〈昭和52年〉2月 - 市研究指定校「学校経営」の発表
- 1979年〈昭和54年〉9月 - 南校舎増築工事着工
- 1980年〈昭和55年〉11月 - 市研究指定校「生徒指導」の発表
- 1981年〈昭和56年〉9年 - 北校舎増築工事着工
- 1982年〈昭和57年〉5月 - 新遊具設置(谷川わたり・チェーンネットジ ム・うんてい・シーソー等)
- 1987年〈昭和62年〉1月 - 遊び場開放管理室設置
- 1989年〈平成元年〉7月 - 独立30周年記念式典挙行
- 1990年〈平成2年〉5月 - 児童増のためプレハブ校舎2教室設置
- 1991年〈平成3年〉3月 - プール改築地の遺跡発掘調査 プール竣工式
- 1993年〈平成5年〉10月 - 県指定「体力つくり」実践推進校発表会
- 1994年〈平成6年〉7月 - 北校舎増築工事着工
- 1998年〈平成10年〉3月 - 「緑の少年団」団旗授与
- 1999年〈平成11年〉3月 - 少年消防クラブ運動として全国表彰される
- 2001年〈平成13年〉7月 - 南校舎耐震工事 パソコン21台導入
- 2002年〈平成14年〉10月 - 南校舎拡張に伴う遺跡発掘作業。陸上男子 4×100mリレーで県大会優勝
- 2003年〈平成15年〉7月 - 南校舎トイレ全面改修工事。校内LAN配線
- 2005年〈平成17年〉
  - 10月 - パソコン40台導入
  - 12月 - 校庭遊び場を「なかよし山」と命名
- 2007年〈平成19年〉2年 - なかよし山改修・完成
- 2008年〈平成20年〉11月 - 独立50周年記念式典挙行。県特色ある教育活動 「がんばろうプロジェクト」表彰
- 2009年〈平成21年〉11月 - 県健康推進学校表彰 優良校
- 2010年〈平成22年〉11月 - 児童用パソコン40台入れ替え
- 2011年〈平成23年〉
  - 7月 - 普通教室(23教室)エアコン設置
  - 11月 - 体育館耐震改修工事
- 2012年〈平成24年〉
  - 5月 - 特別支援学級教室整備(エアコン・放送関係・黒板・扇風機)
  - 12月 - 百葉箱・雲梯新設
- 2013年〈平成25年〉12月 - 南校舎増築(普通4教室) 南校舎北側中庭駐車場整備
- 2015年〈平成27年〉3月 - 桂萱東第二学童クラブ舎併設。ジャングルジム・登り棒新設
- 2016年〈平成28年〉
  - 1月 - タブレットパソコン配備。防災倉庫設置
  - 11月 - 教科別「特別活動」研究発表。校内無線LAN環境整備
- 2018年〈平成30年〉4月 - 通級指導教室設置、独立60周年式典挙行

平成31年度・令和元年度 学校要覧を引用

## 学区
- 亀泉町[3]
- 荻窪町
- 堀之下町
- 堤町
- 江木町
- 富田町の一部

## 学校周辺
- 上武道路
- 江木幼稚園
- 愛泉保育園
- 前橋城南病院
- 群馬県立心臓血管センター
- 厩橋病院
- 群馬県立前橋東高等学校
- 前橋市荻窪清掃工場
- 荻窪公園
- 荻窪南公園
- 谷地沼親水公園
- 前橋市旧亀泉清掃工場
- 前橋市亀泉霊園
- 心臓血管センター駅（上毛電鉄）
- 江木駅（上毛電鉄）